# Бородинска битка
Бородинска битка, у француској историји позната и као битка за Москву или битка на реци Москви, одиграла се 7. септембра 1812. године на Бородинском пољу, 124 km западно од Москве. Водила се између руске војске, под командом генерала Михаила Кутузова и Велике армије Наполеона Бонапарте, током Наполеонове инвазије Русије, односно Отаџбинског рата Русије 1812.
За руску страну је учествовало 10 генерала Срба или српског порекла.

## Историја

### Увод
Наполеон се плашио да ће Русија употребити своје снаге у борбама у Енглеској, због постављања копнене баријере, која је спречавала извоз житарица у Енглеску и увоза индустријских производа оданде. Русија је била последња препрека на путу ка његовој европској доминацији. У освајању Европе користио је успешну стратегију, која му је доносила победу наметањем одлучујуће битке, после чега би противничка земља постајала савезница или морала да капитулира. Са великом пажњом и прецизношћу осмишљен је план, тако да је на лето 1812. године, Наполеонова војска прешла реку Дњепар и ушла у Русију. У Великој Наполеоновој армији, Французи су чинили тек половину снага, у њој се говорило на дванаест језика и борили су се многи странци: Немци, Италијани, Пољаци, Хрвати, Шпанци, Португалци, Холанђани, Белгијанци, Аустријанци, Швајцарци и Данци. У рату су учествовале и неке од освојених земаља, као што су Рајнска конфедерација, Наполеонова Италија, Варшавско војводство. Наполеонова идеја је била да изведе одлучујућу битку, одмах при преласку границе, међутим, од почетка Наполеонове инвазије, Западна руска армија стално се повлачила под притиском моћнијег непријатеља.
Брзо напредовање, далеко бројнијих Француза је онемогућавало Барклају де Толију, команданту Западне армије и Министру рата да припреми трупе за борбу. Ово дуготрајно повлачење изазвало је велико незадовољство, па је племство захтевало постављање команданта, у којег би руски народ имао поверења.

### Кутузов
Кутузов је постао командант руске војске у 67 години. Његово постављање за команданта изазвало је раст патриотизма у армији и народу. Мада се веровало да ће он успети да заустави повлачење, његова тактика састојала се у томе да против непријатеља води мање битке, да непријатеља стално држи у ишчекивању, те да избегава директно сучељавање, с обзиром да је располагао са свега 180.000 војника, наспрам 600.000 француских. Користио је и тактику „спаљивања земље“, тако да би непријатељ приликом напредовања, стално наилазио на напуштена и спаљена места, без хране, смештаја или могућности за одмор. На француске нападе реаговао је повлачењем, чиме је постизао мање губитке са руске стране, а увлачењем непријатељске војске дубоко у своју територију, отежавао је њено снабдевање храном и муницијом.

### Битка
На главну битку Наполеон је морао да чека готово три месеца. Руска војска се повлачила споро, уз мање окршаје. Међутим, на инсистирање руског цара Александра Првог, који је сматрао да Москву не треба предати без борбе и пошто је добио незнатно појачање, Кутузов се ипак одлучио за одбрану Москве. За битку је било потребно пронаћи простор за маневар највећег дела руске војске, са природним препрекама за одбрану, који је обухватао Стари и Нови смоленски пут према Москви. Одабрано је Бородинско поље, на 124 km од Москве, које је предложио генерал-пуковник интендантске службе К. И. Толем. На средини тог поља налази се село Бородино, по коме је поље добило име. 3. септембра руска војска, повлачећи се из Смоленска, сместила се у село Бородино како би зауставила Наполеоново напредовање ка Москви.

### Распоред снага
Кутузов је под својом командом имао око 150.000 људи, од чега су 113–114.000 чинили редовни војници Прве и Друге западне армије под вођством генерала Барклаја де Толија, било је око 8.000 козака, и 28.000 резервиста. Око 10% војске чинили су регрути, који су прошли само почетну војну обуку. Војска је располагала са 624 пољска топа.
Наполеон је командовао са око 134.000 војника и имао је 587 пољских топова. Он је очекивао да ће и увом случају поновити тријумф из Битке код Аустерлица. Његове јединице су још увек чувале заставе, на којима је златним словима извезен поклич: „За Аустерлиц!“. Многи чланови руског штаба, укључујући и Кутузова, као и 357 официра (2.074), колико их је учествовало у Бородинској бици, такође су били ветерани Руско-аустро-француског рата.:
Руске снаге на Бородинском пољу, биле су распоређене у дужини од 8 km, и ишле су до 7 km у дубину. Десно крило, дужине око 5 km, држало је позицију на високој и стрмој обали реке Москве и штитило је Нови смоленски пут, којим је било планирано повлачење у случају неповољног исхода битке. На позицијама левог крила, које се простирало уз густу шуму, направљена су сферна утврђења, на којима су распоређене Багратионове снаге. Испред, на око 1,5 km удаљености, код села Шевардин, грађено је утврђење, које до почетка битке, још увек није било завршено. Централне снаге су распоређене на месту које су Французи назвали „Висинско утврђење“, односно на вису Курганаја, са чије се западне стране налазио Семјеновски поток.
Артиљерија је равномерно распоређена по целом фронту, а остале снаге су биле распоређене у три линије:
- пешадијски корпус
- коњички корпус
- резерве

Наполеон, свестан распореда руских крила, одлучио се да прво нападне предњи део и ослаби лево крило, нападајући центар, те затим прибије руску позадину уз реку Москву и уништи је. Своје главне снаге распоредио је у правцу Семјеновског потока и даље према Курганајском вису.

### Шевардински бој
Два дана уочи велике битке, 5. септембра 1812, Наполеон је наредио свом генералу Давусту да заузму Шевардински шанац, уз подршку коњице маршала Мурата, корпуса пољског маршала Поњатовског, са укупно 36.000 војника и 194 топова. Утврђење је бранио генерал Горчаков, са 11.000 људи и 36 топова. Ова битка завршила се у касним вечерњим сатима, са губицима од по 5.000 људи на свакој страни и повлачењем преосталих руских трупа, према главним положајима.

### Главна битка
Следећег дана војници су се припремали за главну битку, довршавали одбрамбена утврђења, а Наполеон је лично извршио извиђање руских положаја.
Ноћ пред главну битку остало је записано:
На нашој страни је све тако мирно. На супротној, јарко бљеште ватре у непријатељским таборима; музика, певање, јаки гласови се као крици разлежу по читавом логору. Одједном – усклици! Па опет!… Очигледно поздрављају Наполеона који иде од строја до строја. Баш тако је било и пред Аустерлиц. Шта ли ће бити сутра?— поручник Фјодор Глинка, у ноћи између 25. и 26. августа 1812.
Главна битка је почела 7. септембра 1812. године, између 5 и 6 сати ујутро, паљбом артиљерије са обе стране и готово истовременим нападом француске пешадије на село Бородино и према Семјеновском потоку. Село Бородино је држала Царска гарда - егери и она је истиснута око 8 сати. Село је остало у рукама Француза, а егери су се повукли преко реке Колоче. После тога, Барклај де Толи је наредио да се запали мост на реци Колочи. Рано ујутро почео је и напад на руско лево крило, којим је командовао кнез Петар Багратион. Он је на брзину ископао ровове и припремио одбрану. Увидевши да се спрема напад, наредио је јуриш, који је одбијен, а затим су Французи кренули у напад, при чему је Багратион тешко рањен и од задобијених рана је умро. Ово је представљало кључни моменат за лево крило фронта, тако да је оно почело да се повлачи. Онда је кренуо напад ка батерији на брежуљку, познатој као батерија Рајевског, на централном делу фронта. Батерија Рајевског је неколико пута прелазила из руских у француске руке, али су Руси сваки пут успевали да поврате положај.
У међувремену, Платов са козацима и Уваров са Првим коњичким корпусом су прешли реку Колочу и напали француску позадину са северне стране. Напад није успео, али је спречио Наполеона да појача нападајуће јединице, што је дало додатно време батерији Рајевског да издржи напад. Руси су успели да одрже линију фронта до краја дана. Након тешких борби, три четвртине браниоца батерије Рајевског је погинуло.
По завршетку битке, која је трајала од изласка до заласка сунца, руске трупе на левом крилу и у центру повукле су се за 1—1,5 km, а њихова саграђена упоришта била су потпуно уништена, па је Наполеон наредио повлачење и својих трупа на почетне положаје. Руски губици су се према различитим изворима, кретали од 38 до 58 хиљада људи, док се губици на француској страни процењују на око 30.000 људи.
Битка се сматра једним од највећих крвопролића у војној историји.

### Повлачење
За један дан руска војска је нанела тешке губитке француској, али је и сама, према првобитној процени, изгубила скоро половину припадника редовне војске. Сазнавши да Наполеону пристижу две пешадијске дивизије Пиноа и Лаборде и резервни батаљони, укупне бројности до 40.000 војника и схвативши да његов главни задатак није одбрана Москве, већ уништавање непријатељске војске, Кутузов је након битке одлучио да се повуче са бородинске позиције и из Москве.
Сада, после наношења застрашујућег пораза непријатељу, нанећемо му коначни ударац. У ту сврху наше јединице иду у сусрет свежим ратницима, подједнако пуним ревности да се боре са непријатељем— Кутузов
Заједно са војском повукли су се и многи житељи града. У граду са 300.000, није остало више од 30.000 становника. Кутузов је при повлачењу извео Тарутински маневар, преместивши армију код села Тарутина, на западу Московске области, јужније и западније од Наполеонове војске. Повољним размештањем руске армије, успео је да непријатељу онемогући продирања на југ и запад. Одатле је могао да обезбеди намирнице и сточну храну, док су се у градовима као што су Тула, Калуга, Брјанск налазиле фабрике за производњу оружја, артиљерије, и велике залихе војне опреме, па је на тај начин омогућио припрему контраофанзиве. Са супротне стране, Наполеонова армија је заузела Москву и одмах по заузимању кренула да уништава и пљачка град. Два дана након уласка војске, свуда су горели пожари. У граду скоро и да није преостало хране, борбена способност освајачке војске је опала, чак и у елитним јединицама.

### Значај
Мада су обе војске показале велико јунаштво, а Наполеон и Кутузов се показали као веште војсковође, резултат битке је био да Наполеон није успео да победи Кутузова, али да ни Кутузов није успео да одбрани Москву. Бородинска битка није донела победника, мада су и Наполеон и Кутузов у својим званичним извештајима говорили о победи. И поред повлачења, услед великих губитака, руска војска је касније успела да се опорави, а Москва је за Наполеона постала клопка. У децембру исте године, његова Велика армија нашла се ван граница Русије.
Чак је и француски цар касније, пошто је прогнан на острво Света Јелена, изјавио да је од 50 његових битака, у Бородинској бици „било испољено највише храбрости и постигнут најмањи успех. Французи су у њој показали да су достојни да победе, а Руси да су заслужили право да буду непобедиви.“ Мада је после битке, престоница била предата непријатељу, временом је у Француској и Европи преовладало мишљење, да је управо ова битка битно утицала на преокрет и на крајњи исход рата.

## Руски генерали српског порекла
У Бородинској бици, у оквиру руске армије је учествовало 37 генерала, од чега су њих десет били српског порекла. Учествовало је и мноштво војника нижег ранга. Неки су били досељеници у Русију, као генерал Ђорђе Арсенијевић Емануел, (рођен у Вршцу) и генерал-мајор гроф Петар Иванов Ивелић (рођен у Рисну, Црна Гора), док су већина били потомци друге или треће генерације српских исељеника у Русију из 18. века, у време владавине цара Петра Великог и царице Јелисавете. Срби су тада населили територију ослобођену од Турака и кримских Татара, на јужној граници Руске империје и формирали покрајине Нова Сербиа и Славеносрбија, где је живело око 50.000 досељеника. Осим тога, на самом почетку Наполеоновог похода, многи Срби, искусни у ратовању, стизали су појединачно и у групама из Карађорђеве Србије.
Међу генералима, највише се прочуо Михаил Андрејевић Милорадовић, потомак славне херцеговачке породице Храбреновић, праунук Михајла Илије Милорадовића, генерал пешадије, херој Отаџбинског рата 1812, који је командовао централним позицијама Бородинске битке. Успео је да заустави напредовање француске претходнице, коју је водио маршал Мира, а која се домогла самог Кремља, под претњом да ће одмах запалити град. На тај начин је осигурао седам сати примирја, које је искористио за евакуисање војске и преосталог становништва, а његова заштитница је брзим и одлучним ударцима по противнику омогућила спровођење овог маневра.
У бици су учествовали и генерали: генерал-поручник Јован Јегоровић Шевић, генерал-мајор Јован Степановић Адамовић, генерал-поручник Никола Васиљевић Вујић, генерал барон Илија Михајловић Дука и генерал-ађутант Никола Ивановић де Прерадовић, генерал-лајтнант Никола Богдановић Богданов, генерал-мајор Абрам Петровић Ратков.

## Рат и мир
Мада је Лав Толстој био одличан познавалац Наполеонових ратова, једно од његових најпознатијих дела „Рат и мир“, није написао у виду историјског романа, али је писац из угла својих главних јунака описао период из историје Русије од 1805. до 1813. године и посебно обрадио период Наполеонове инвазије. У трећем тому романа, где је претежно заступљена ратна тематика, сместио је свог главног јунака Пјера Безухова на Бородинско поље, међу артиљеријске борце, одакле је овај, са добре позиције, из прве руке посматрао битку, увиђајући све ужасе рата и страдање младих људи, како би на крају одлучио да у истој и сам узме учешће.
По Толстојевом роману, у адаптацији режисера Сергеја Бондарчука, 1968. године снимљен је истоимени филм, у коме су такође детаљно приказане сцене из битке код Бородина.

## Бородинска панорама
Уочи прославе стогодишњице победе над Наполеоном, академик сликарства Франц Рубо дошао је на идеју да направи кружну панораму Бородинске битке, по поруџбини Николаја Другог. За потребе израде детаља панораме ишао је на место битке, правио стотине скица и сатима прегледавао војне архиве. Дужина слике постављене у круг је 115, а висина 15 метара. На платну је приказан врхунац битке, када су се обе војске бориле на живот и смрт. Ова панорама је први пут постављена 1912. године у дрвеном павиљону у центру Москве. Одмах после прославе стогодишњице, започето је прикупљање нових експоната за музеј о Отаџбинском рату. Међутим, после Октобарске револуције, платно је укоњено и чувано на неадекватним местима. Тек 1962. године, за прославу 150 годишњице битке, на Поклоној гори је саграђена нова зграда, која данас представља део меморијалног комплекса и у њој је изложена панорама. Поводом прославе 200 годишњице, музеј – панорама је реконструисан и претворен у мултимедијални центар. Панорама има посебно осветљење. Оно на гледаоца оставља утисак као да се фигуре крећу, а све то је праћено звучним ефектима, који опонашају елементе борбе фрагментима увертире Чајковског „1812. година”. Осим платна, изложен је и велики број слика, графика, предмета, оружја из битке, и стотине других ретких историјских експоната, јер музеј је откупио више од 400 јединствених предмета, што предстаља вредну експозицију за реконструкцију основних догађаја Отаџбинског рата 1812. године. Постављени су и интерактивни киосци, на којима могу да се виде детаљи платна, уз одговарајући историјски коментар.